# Taça de Portugal de Futebol Feminino 2009–10
A Taça de Portugal de Futebol Feminino de 2009/2010 foi a 7ª edição da Taça de Portugal, ganha pela Sociedade União 1º Dezembro (5º título).

## Final
A final foi disputada a 10 de Abril de 2010.
|                        | Resultado |                             |
| ---------------------- | --------- | --------------------------- |
| Boavista Futebol Clube | 0 – 6     | Sociedade União 1º Dezembro |

## Meias-finais
As partidas foram disputadas a 20 de Março de 2010.
|                        | Resultado       |             |
| ---------------------- | --------------- | ----------- |
| Boavista Futebol Clube | 1 – 0           | Cadima      |
| Escola                 | 0 – 0 (3–5)g.p. | 1º Dezembro |

## Quartos de final
As 3 primeiras partidas foram disputadas a 7 de Fevereiro de 2010 é a última a 28 de Fevereiro 2010.
|                      | Resultado |                        |
| -------------------- | --------- | ---------------------- |
| Cadima               | 1 – 0     | Clube Futebol Benfica  |
| Escola               | 1 – 0     | Clube Albergaria Mazel |
| UD Oliveirense       | 0 – 3     | 1º Dezembro            |
| Belenenses M. Grande | 0 – 1     | Boavista Futebol Clube |

## Oitavos de final
As sete primeiras partidas foram disputadas a 10 de Janeiro de 2010 é a última a 21 de Fevereiro 2010.
|                        | Resultado       |                       |
| ---------------------- | --------------- | --------------------- |
| UD Oliveirense         | 1 – 0           | Leixões               |
| Murtoense              | 0 – 4           | 1º Dezembro           |
| Feirense               | 1 – 2           | Clube Futebol Benfica |
| Clube Albergaria Mazel | 3 – 1           | Fundação Laura Santos |
| Escola                 | 11 – 0          | Ponte Frielas         |
| Esc. Fut. Fem. Setúbal | 0 – 0 (3–5)g.p. | Boavista              |
| Cadima                 | 4 – 0           | Casa Povo Martim      |
| Cête                   | 2 – 3           | Belenenses M. Grande  |

## 2ª Eliminatória
As partidas foram disputadas a 13 de Dezembro de 2009.
|                       | Resultado |                        |
| --------------------- | --------- | ---------------------- |
| Vilaverdense          | 1 – 3     | Feirense               |
| União Ferreirense     | 0 – 3     | Cête                   |
| MD Eirolense          | 1 – 2     | Belenenses M. Grande   |
| Clube Futebol Benfica | 4 – 0     | Gatões                 |
| GD Incansáveis        | 1 – 2     | Esc. Fut. Fem. Setúbal |
| Fundação Laura Santos | 2 – 0     | U. Tomar               |

## 1ª Eliminatória
As partidas foram disputadas a 1 de Dezembro de 2009.
|                       | Resultado |                         |
| --------------------- | --------- | ----------------------- |
| GD Incansáveis        | 5 – 0     | Mealhada                |
| Feirense              | 6 – 1     | Felgueiras              |
| Clube Futebol Benfica | 9 – 0     | Freamunde               |
| A.M.C.H. Ringe        | 2 – 3     | Cête                    |
| Seia FC               | 0 – 11    | Vilaverdense            |
| Régua                 | 0 – 7     | Esc. Fut. Fem. Setúbal  |
| A-dos-Francos         | 1 – 4     | U. Tomar                |
| Maia Lidador          | 1 – 2     | Fundação Laura Santos   |
| Gatões                | 15 – 0    | Gandaras                |
| MD Eirolense          | 3 – 0     | Clube Atlético Ouriense |
| Salgueiros 08         | 0 – 10    | Belenenses M. Grande    |

## 2ª Pré-Eliminatória
A partida foi disputada a 8 de Novembro de 2009. 
|                | Resultado |              |
| -------------- | --------- | ------------ |
| GD Incansáveis | 1 – 0     | Milheiroense |

## 1ª Pré-Eliminatória
A primeira partida foi disputada a 10 de Outubro de 2009 é a segunda a 18 de Outubro de 2009
|                | Resultado |             |
| -------------- | --------- | ----------- |
| GD Incansáveis | 13 – 0    | Zebreiros   |
| Milheiroense   | 4 – 1     | UD Sousense |